# Damernas turnering i fotboll vid olympiska sommarspelen 2000
Damernas turnering i fotboll vid olympiska sommarspelen 2000 vanns av Norge som därmed tog sin första olympiska guldmedalj i fotboll. I finalen slog de USA efter förlängning. Bronset tog Tyskland efter seger över Brasilien i bronsmatchen.
Två länder deltog för första gången i den olympiska fotbollsturneringen för damer nämligen Australien och Nigeria.

## Kvalificerad nationer
- Australien (värdnation)
- Brasilien
- Kina
- Nigeria
- Norge
- Sverige
- Tyskland
- USA

## Arenor
| Melbourne                | · Melbourne Sydney Canberra |
| Melbourne Cricket Ground | · Melbourne Sydney Canberra |
| Kapacitet: 98 000        | · Melbourne Sydney Canberra |
|                          | · Melbourne Sydney Canberra |
| Sydney                   | · Melbourne Sydney Canberra |
| Sydney Football Stadium  | · Melbourne Sydney Canberra |
| Kapacitet: 42 500        | · Melbourne Sydney Canberra |
|                          | · Melbourne Sydney Canberra |
| Canberra                 | · Melbourne Sydney Canberra |
| Bruce Stadium            | · Melbourne Sydney Canberra |
| Kapacitet: 25 011        | · Melbourne Sydney Canberra |
|                          | · Melbourne Sydney Canberra |

## Gruppspel

### Grupp E
| Nr | Lag        | S | V | O | F | GM | IM | MS | P |
| -- | ---------- | - | - | - | - | -- | -- | -- | - |
| 1  | Tyskland   | 3 | 3 | 0 | 0 | 6  | 1  | +5 | 9 |
| 2  | Brasilien  | 3 | 2 | 0 | 1 | 5  | 3  | +2 | 6 |
| 3  | Sverige    | 3 | 0 | 1 | 2 | 1  | 4  | −3 | 1 |
| 4  | Australien | 3 | 0 | 1 | 2 | 2  | 6  | −4 | 1 |

| 1            | 13 september 2000 | Australien | 0 – 3           | Tyskland                                                 | Canberra Stadium                                       |                                                        |
| 17:00 UTC+10 | 17:00 UTC+10      |            | (0 – 1) Rapport | 35′ Inka Grings 70′ Bettina Wiegmann 90+1′ Renate Lingor | Canberra Publik: 24 800 Domare: Bola Abidoye (Nigeria) | Canberra Publik: 24 800 Domare: Bola Abidoye (Nigeria) |
| 17:00 UTC+10 | 17:00 UTC+10      |            |                 |                                                          | Canberra Publik: 24 800 Domare: Bola Abidoye (Nigeria) | Canberra Publik: 24 800 Domare: Bola Abidoye (Nigeria) |
| 17:00 UTC+10 | 17:00 UTC+10      |            |                 |                                                          | Canberra Publik: 24 800 Domare: Bola Abidoye (Nigeria) | Canberra Publik: 24 800 Domare: Bola Abidoye (Nigeria) |

| 2            | 13 september 2000 | Sverige | 0 – 2           | Brasilien                                     | Melbourne Cricket Ground                           |                                                    |
| 17:00 UTC+10 | 17:00 UTC+10      |         | (0 – 1) Rapport | 21′ Delma Gonçalves 70′ Kátia Cilene Teixeira | Melbourne Publik: 58 432 Domare: Sandra Hunt (USA) | Melbourne Publik: 58 432 Domare: Sandra Hunt (USA) |
| 17:00 UTC+10 | 17:00 UTC+10      |         |                 |                                               | Melbourne Publik: 58 432 Domare: Sandra Hunt (USA) | Melbourne Publik: 58 432 Domare: Sandra Hunt (USA) |
| 17:00 UTC+10 | 17:00 UTC+10      |         |                 |                                               | Melbourne Publik: 58 432 Domare: Sandra Hunt (USA) | Melbourne Publik: 58 432 Domare: Sandra Hunt (USA) |

| 5            | 16 september 2000 | Australien           | 1 – 1           | Sverige                    | Sydney Football Stadium                                 |                                                         |
| 17:30 UTC+10 | 17:30 UTC+10      | Cheryl Salisbury 57′ | (0 – 0) Rapport | 66′ (str.) Malin Andersson | Sydney Publik: 33 600 Domare: Sonia Denoncourt (Kanada) | Sydney Publik: 33 600 Domare: Sonia Denoncourt (Kanada) |
| 17:30 UTC+10 | 17:30 UTC+10      |                      |                 |                            | Sydney Publik: 33 600 Domare: Sonia Denoncourt (Kanada) | Sydney Publik: 33 600 Domare: Sonia Denoncourt (Kanada) |
| 17:30 UTC+10 | 17:30 UTC+10      |                      |                 |                            | Sydney Publik: 33 600 Domare: Sonia Denoncourt (Kanada) | Sydney Publik: 33 600 Domare: Sonia Denoncourt (Kanada) |

| 6            | 16 september 2000 | Tyskland              | 2 – 1           | Brasilien  | Canberra Stadium                                       |                                                        |
| 17:30 UTC+10 | 17:30 UTC+10      | Birgit Prinz 32′, 41′ | (2 – 0) Rapport | 72′ Raquel | Canberra Publik: 17 000 Domare: Martha Toro (Colombia) | Canberra Publik: 17 000 Domare: Martha Toro (Colombia) |
| 17:30 UTC+10 | 17:30 UTC+10      |                       |                 |            | Canberra Publik: 17 000 Domare: Martha Toro (Colombia) | Canberra Publik: 17 000 Domare: Martha Toro (Colombia) |
| 17:30 UTC+10 | 17:30 UTC+10      |                       |                 |            | Canberra Publik: 17 000 Domare: Martha Toro (Colombia) | Canberra Publik: 17 000 Domare: Martha Toro (Colombia) |

| 9            | 19 september 2000 | Australien       | 1 – 2           | Brasilien                            | Sydney Football Stadium                              |                                                      |
| 17:30 UTC+10 | 17:30 UTC+10      | Sunni Hughes 33′ | (1 – 0) Rapport | 56′ Raquel 64′ Kátia Cilene Teixeira | Sydney Publik: 29 400 Domare: Vibeke Karlsen (Norge) | Sydney Publik: 29 400 Domare: Vibeke Karlsen (Norge) |
| 17:30 UTC+10 | 17:30 UTC+10      |                  |                 |                                      | Sydney Publik: 29 400 Domare: Vibeke Karlsen (Norge) | Sydney Publik: 29 400 Domare: Vibeke Karlsen (Norge) |
| 17:30 UTC+10 | 17:30 UTC+10      |                  |                 |                                      | Sydney Publik: 29 400 Domare: Vibeke Karlsen (Norge) | Sydney Publik: 29 400 Domare: Vibeke Karlsen (Norge) |

| 10           | 19 september 2000 | Tyskland          | 1 – 0           | Sverige | Melbourne Cricket Ground                                             |                                                                      |
| 17:30 UTC+10 | 17:30 UTC+10      | Ariane Hingst 88′ | (0 – 0) Rapport |         | Melbourne Publik: 7 000 Domare: Wendy Toms (England, Storbritannien) | Melbourne Publik: 7 000 Domare: Wendy Toms (England, Storbritannien) |
| 17:30 UTC+10 | 17:30 UTC+10      |                   |                 |         | Melbourne Publik: 7 000 Domare: Wendy Toms (England, Storbritannien) | Melbourne Publik: 7 000 Domare: Wendy Toms (England, Storbritannien) |
| 17:30 UTC+10 | 17:30 UTC+10      |                   |                 |         | Melbourne Publik: 7 000 Domare: Wendy Toms (England, Storbritannien) | Melbourne Publik: 7 000 Domare: Wendy Toms (England, Storbritannien) |

### Grupp F
| Nr | Lag     | S | V | O | F | GM | IM | MS | P |
| -- | ------- | - | - | - | - | -- | -- | -- | - |
| 1  | USA     | 3 | 2 | 1 | 0 | 6  | 2  | +4 | 7 |
| 2  | Norge   | 3 | 2 | 0 | 1 | 5  | 4  | +1 | 6 |
| 3  | Kina    | 3 | 1 | 1 | 1 | 5  | 4  | +1 | 4 |
| 4  | Nigeria | 3 | 0 | 0 | 3 | 3  | 9  | −6 | 0 |

| 3            | 14 september 2000 | USA                               | 2 – 0           | Norge | Melbourne Cricket Ground                              |                                                       |
| 17:30 UTC+10 | 17:30 UTC+10      | Tiffeny Milbrett 18′ Mia Hamm 24′ | (2 – 0) Rapport |       | Melbourne Publik: 16 043 Domare: Im Eun Ju (Sydkorea) | Melbourne Publik: 16 043 Domare: Im Eun Ju (Sydkorea) |
| 17:30 UTC+10 | 17:30 UTC+10      |                                   |                 |       | Melbourne Publik: 16 043 Domare: Im Eun Ju (Sydkorea) | Melbourne Publik: 16 043 Domare: Im Eun Ju (Sydkorea) |
| 17:30 UTC+10 | 17:30 UTC+10      |                                   |                 |       | Melbourne Publik: 16 043 Domare: Im Eun Ju (Sydkorea) | Melbourne Publik: 16 043 Domare: Im Eun Ju (Sydkorea) |

| 4            | 14 september 2000 | Kina                             | 3 – 1           | Nigeria                     | Canberra Stadium                                       |                                                        |
| 17:30 UTC+10 | 17:30 UTC+10      | Zhao Lihong 12′ Sun Wen 57′, 83′ | (1 – 0) Rapport | 85′ (str.) Perpetua Nkwocha | Canberra Publik: 16 000 Domare: Martha Toro (Colombia) | Canberra Publik: 16 000 Domare: Martha Toro (Colombia) |
| 17:30 UTC+10 | 17:30 UTC+10      |                                  |                 |                             | Canberra Publik: 16 000 Domare: Martha Toro (Colombia) | Canberra Publik: 16 000 Domare: Martha Toro (Colombia) |
| 17:30 UTC+10 | 17:30 UTC+10      |                                  |                 |                             | Canberra Publik: 16 000 Domare: Martha Toro (Colombia) | Canberra Publik: 16 000 Domare: Martha Toro (Colombia) |

| 7            | 17 september 2000 | USA             | 1 – 1           | Kina        | Melbourne Cricket Ground                                   |                                                            |
| 17:30 UTC+10 | 17:30 UTC+10      | Julie Foudy 38′ | (1 – 0) Rapport | 67′ Sun Wen | Melbourne Publik: 32 500 Domare: Nicole Petignat (Schweiz) | Melbourne Publik: 32 500 Domare: Nicole Petignat (Schweiz) |
| 17:30 UTC+10 | 17:30 UTC+10      |                 |                 |             | Melbourne Publik: 32 500 Domare: Nicole Petignat (Schweiz) | Melbourne Publik: 32 500 Domare: Nicole Petignat (Schweiz) |
| 17:30 UTC+10 | 17:30 UTC+10      |                 |                 |             | Melbourne Publik: 32 500 Domare: Nicole Petignat (Schweiz) | Melbourne Publik: 32 500 Domare: Nicole Petignat (Schweiz) |

| 8            | 17 september 2000 | Norge                                                             | 3 – 1           | Nigeria         | Canberra Stadium                                         |                                                          |
| 17:30 UTC+10 | 17:30 UTC+10      | Dagny Mellgren 22′ Hege Riise 62′ (str.) Marianne Pettersen 90+3′ | (1 – 0) Rapport | 78′ Mercy Akide | Canberra Publik: 9 150 Domare: Tammy Ogston (Australien) | Canberra Publik: 9 150 Domare: Tammy Ogston (Australien) |
| 17:30 UTC+10 | 17:30 UTC+10      |                                                                   |                 |                 | Canberra Publik: 9 150 Domare: Tammy Ogston (Australien) | Canberra Publik: 9 150 Domare: Tammy Ogston (Australien) |
| 17:30 UTC+10 | 17:30 UTC+10      |                                                                   |                 |                 | Canberra Publik: 9 150 Domare: Tammy Ogston (Australien) | Canberra Publik: 9 150 Domare: Tammy Ogston (Australien) |

| 11           | 20 september 2000 | USA                                                          | 3 – 1           | Nigeria         | Melbourne Cricket Ground                             |                                                      |
| 17:30 UTC+10 | 17:30 UTC+10      | Brandi Chastain 26′ Kristine Lilly 35′ Shannon MacMillan 56′ | (2 – 0) Rapport | 48′ Mercy Akide | Melbourne Publik: 9 000 Domare: Im Eun Ju (Sydkorea) | Melbourne Publik: 9 000 Domare: Im Eun Ju (Sydkorea) |
| 17:30 UTC+10 | 17:30 UTC+10      |                                                              |                 |                 | Melbourne Publik: 9 000 Domare: Im Eun Ju (Sydkorea) | Melbourne Publik: 9 000 Domare: Im Eun Ju (Sydkorea) |
| 17:30 UTC+10 | 17:30 UTC+10      |                                                              |                 |                 | Melbourne Publik: 9 000 Domare: Im Eun Ju (Sydkorea) | Melbourne Publik: 9 000 Domare: Im Eun Ju (Sydkorea) |

| 12           | 20 september 2000 | Norge                                       | 2 – 1           | Kina               | Canberra Stadium                                          |                                                           |
| 17:30 UTC+10 | 17:30 UTC+10      | Marianne Pettersen 55′ Margunn Haugenes 78′ | (0 – 0) Rapport | 75′ (str.) Sun Wen | Canberra Publik: 11 532 Domare: Sonia Denoncourt (Kanada) | Canberra Publik: 11 532 Domare: Sonia Denoncourt (Kanada) |
| 17:30 UTC+10 | 17:30 UTC+10      |                                             |                 |                    | Canberra Publik: 11 532 Domare: Sonia Denoncourt (Kanada) | Canberra Publik: 11 532 Domare: Sonia Denoncourt (Kanada) |
| 17:30 UTC+10 | 17:30 UTC+10      |                                             |                 |                    | Canberra Publik: 11 532 Domare: Sonia Denoncourt (Kanada) | Canberra Publik: 11 532 Domare: Sonia Denoncourt (Kanada) |

## Slutspel

### Slutspelsträd
|  | Semifinaler             | Semifinaler             |   |                       | Final                 | Final |  |
|  |                         |                         |   |                       |                       |       |  |
|  | 24 september - Sydney   |                         |   |                       |                       |       |  |
|  | Tyskland                | 0                       |   |                       |                       |       |  |
|  | Norge                   | 1                       |   |                       |                       |       |  |
|  |                         |                         |   |                       |                       |       |  |
|  |                         |                         |   |                       | 28 september - Sydney |       |  |
|  |                         |                         |   |                       | Norge (GG)            | 3     |  |
|  |                         | USA                     | 2 |                       |                       |       |  |
|  |                         |                         |   |                       |                       |       |  |
|  |                         |                         |   |                       |                       |       |  |
|  |                         |                         |   |                       | Bronsmatch            |       |  |
|  | 24 september - Canberra | 24 september - Canberra |   | 28 september - Sydney | 28 september - Sydney |       |  |
|  | USA                     | 1                       |   | Tyskland              | 2                     |       |  |
|  | Brasilien               | 0                       |   |                       | Brasilien             | 0     |  |

### Semifinaler
| 13           | 24 september 2000 | Tyskland | 0 – 1           | Norge                      | Sydney Football Stadium                            |                                                    |
| 17:30 UTC+10 | 17:30 UTC+10      |          | (0 – 0) Rapport | 80′ (sjm.) Tina Wunderlich | Sydney Publik: 16 710 Domare: Im Eun Ju (Sydkorea) | Sydney Publik: 16 710 Domare: Im Eun Ju (Sydkorea) |
| 17:30 UTC+10 | 17:30 UTC+10      |          |                 |                            | Sydney Publik: 16 710 Domare: Im Eun Ju (Sydkorea) | Sydney Publik: 16 710 Domare: Im Eun Ju (Sydkorea) |
| 17:30 UTC+10 | 17:30 UTC+10      |          |                 |                            | Sydney Publik: 16 710 Domare: Im Eun Ju (Sydkorea) | Sydney Publik: 16 710 Domare: Im Eun Ju (Sydkorea) |

| 14           | 24 september 2000 | USA          | 1 – 0           | Brasilien | Canberra Stadium                                          |                                                           |
| 17:30 UTC+10 | 17:30 UTC+10      | Mia Hamm 60′ | (0 – 0) Rapport |           | Canberra Publik: 11 000 Domare: Nicole Petignat (Schweiz) | Canberra Publik: 11 000 Domare: Nicole Petignat (Schweiz) |
| 17:30 UTC+10 | 17:30 UTC+10      |              |                 |           | Canberra Publik: 11 000 Domare: Nicole Petignat (Schweiz) | Canberra Publik: 11 000 Domare: Nicole Petignat (Schweiz) |
| 17:30 UTC+10 | 17:30 UTC+10      |              |                 |           | Canberra Publik: 11 000 Domare: Nicole Petignat (Schweiz) | Canberra Publik: 11 000 Domare: Nicole Petignat (Schweiz) |

### Bronsmatch
| 15           | 28 september 2000 | Tyskland                           | 2 – 0           | Brasilien | Sydney Football Stadium                            |                                                    |
| 17:00 UTC+10 | 17:00 UTC+10      | Renate Lingor 64′ Birgit Prinz 79′ | (0 – 0) Rapport |           | Sydney Publik: 11 200 Domare: Im Eun Ju (Sydkorea) | Sydney Publik: 11 200 Domare: Im Eun Ju (Sydkorea) |
| 17:00 UTC+10 | 17:00 UTC+10      |                                    |                 |           | Sydney Publik: 11 200 Domare: Im Eun Ju (Sydkorea) | Sydney Publik: 11 200 Domare: Im Eun Ju (Sydkorea) |
| 17:00 UTC+10 | 17:00 UTC+10      |                                    |                 |           | Sydney Publik: 11 200 Domare: Im Eun Ju (Sydkorea) | Sydney Publik: 11 200 Domare: Im Eun Ju (Sydkorea) |

### Final
| 16           | 28 september 2008 | Norge                                                         | 0000 3 – 2 (e.fl.) | USA                        | Sydney Football Stadium                                 |                                                         |
| 20:00 UTC+10 | 20:00 UTC+10      | Gro Espeseth 44′ Ragnhild Gulbrandsen 78′ Dagny Mellgren 102′ | (1 – 1) Rapport    | 5′, 90+2′ Tiffeny Milbrett | Sydney Publik: 22 848 Domare: Sonia Denoncourt (Kanada) | Sydney Publik: 22 848 Domare: Sonia Denoncourt (Kanada) |
| 20:00 UTC+10 | 20:00 UTC+10      |                                                               |                    |                            | Sydney Publik: 22 848 Domare: Sonia Denoncourt (Kanada) | Sydney Publik: 22 848 Domare: Sonia Denoncourt (Kanada) |
| 20:00 UTC+10 | 20:00 UTC+10      |                                                               |                    |                            | Sydney Publik: 22 848 Domare: Sonia Denoncourt (Kanada) | Sydney Publik: 22 848 Domare: Sonia Denoncourt (Kanada) |

## Statistik

### Skytteligan
5 mål
- Sun Wen

3 mål
| - Birgit Prinz | - Tiffeny Milbrett |

2 mål
| - Kátia - Raquel - Mercy Akide - Dagny Mellgren | - Marianne Pettersen - Renate Lingor - Mia Hamm |

1 mål
| - Sunni Hughes - Cheryl Salisbury - Pretinha - Zhao Lihong - Perpetua Nkwocha - Gro Espeseth - Ragnhild Gulbrandsen - Margunn Haugenes - Hege Riise | - Malin Andersson - Inka Grings - Ariane Hingst - Bettina Wiegmann - Brandi Chastain - Julie Foudy - Kristine Lilly - Shannon MacMillan |

Självmål
- Tina Wunderlich (mot Norge)

### Slutställning
Matcher avgjorda under förlängning räknas som vinst respektive förlust, matcher avgjorda efter straffsparksläggning räknas som oavgjort.
| Nr | Lag        | S | V | O | F | GM | IM | MS | P  |
| -- | ---------- | - | - | - | - | -- | -- | -- | -- |
| 1  | Norge      | 5 | 4 | 0 | 1 | 9  | 6  | +3 | 12 |
| 2  | USA        | 5 | 3 | 1 | 1 | 9  | 5  | +4 | 10 |
| 3  | Tyskland   | 5 | 4 | 0 | 1 | 8  | 2  | +6 | 12 |
| 4  | Brasilien  | 5 | 2 | 0 | 3 | 5  | 6  | −1 | 6  |
| 5  | Kina       | 3 | 1 | 1 | 1 | 5  | 4  | +1 | 4  |
| 6  | Sverige    | 3 | 0 | 1 | 2 | 1  | 4  | −3 | 1  |
| 7  | Australien | 3 | 0 | 1 | 2 | 2  | 6  | −4 | 1  |
| 8  | Nigeria    | 3 | 0 | 0 | 3 | 3  | 9  | −6 | 0  |

## Medaljörer
| Spel               | Guld | Silver | Brons |
| Damernas turnering | Norge · Gro Espeseth · Bente Nordby · Marianne Pettersen · Hege Riise · Kristin Bekkevold · Ragnhild Gulbrandsen · Solveig Gulbrandsen · Margunn Haugenes · Ingeborg Hovland · Christine Bøe Jensen · Silje Jørgensen · Monica Knudsen · Gøril Kringen · Unni Lehn · Dagny Mellgren · Anita Rapp · Brit Sandaune · Bente Kvitland | USA · Brandi Chastain · Joy Fawcett · Julie Foudy · Mia Hamm · Kristine Lilly · Tiffeny Milbrett · Carla Overbeck · Cindy Parlow · Briana Scurry · Lorrie Fair · Shannon MacMillan · Siri Mullinix · Christie Pearce · Nikki Serlenga · Danielle Slaton · Kate Sobrero · Sara Whalen | Tyskland · Ariane Hingst · Melanie Hoffmann · Steffi Jones · Renate Lingor · Maren Meinert · Sandra Minnert · Claudia Mueller · Birgit Prinz · Silke Rottenberg · Kerstin Stegemann · Bettina Wiegmann · Tina Wunderlich · Nicole Brandebusemeyer · Nadine Angerer · Doris Fitschen · Jeannette Goette · Stefanie Gottschlich · Inka Grings |